# Mariana Enríquezová
Mariana Enríquez (* 1973 Buenos Aires) je argentinská novinářka, novelistka a spisovatelka povídek. Její povídky spadají do hororového žánru a byly publikovány v internacionálních časopisech jako Granta, Electric Literature, Asymptote, McSweeney's, Virginia Quarterly Review nebo The New Yorker.

## Život
Mariana Enríquez se narodila 8. prosince 1973 v Buenos Aires a vyrostla na předměstí Valentín Alsina v metropolitní oblasti Buenos Aires. Část její rodiny pocházela ze severovýchodní části Argentiny a Paraguaye. S rodinou se později přestěhovala do La Plata, kde se stala součástí místní literární a punkové scény. To inspirovalo její studium žurnalistiky a sociální komunikace na Universidad Nacional de La Plata. 
Pracuje jako novinářka a je zástupkyní šéfredaktora umělecké a kulturní sekce novin Página/12. Vydala tři romány – Bajar es lo peor (1995), Cómo desaparecer completamente (2004) a Nuestra parte de noche (2019). Dále je autorkou povídkových knih Los peligros de fumar en la cama (2009) a Las cosas que perdimos en el fuego (2016) a novely Chicos que vuelven (2010). V roce 2019 získala cenu Herralde Prize.

### Novely
- 1995: Bajar es lo peor
- 2004: Cómo desaparecer completamente
- 2017: Este es el mar
  - Přeloženo: Tohle je moře (Lucie Trägerová). Vydáno: 2017, Host
- 2019: Nuestra parte de noche
  - Přeloženo: Svoj podiel noci niesť (Eva Palkovičová). Vydáno: 2022, Inaque

### Povídkové sbírky
- 2009: Los peligros de fumar en la cama
- 2010: Chicos que vuelven
- 2013: Cuando hablábamos con los muertos
- 2016: Las cosas que perdimos en el fuego
  - Přeloženo: Co nám oheň vzal (Lada Hazaiová). Vydáno: 2016, Host
- 2019: Ese verano a oscuras

### Další
- 2003: Mitología celta
- 2007: Mitología egipcia
- 2013: Alguien camina sobre tu tumba. Mis viajes a cementerios
- 2014: La hermana menor. Un retrato de Silvina Ocampo
- 2020: El otro lado. Retratos, fetichismos, confesiones
- 2021: El año de la rata (s ilustracemi Dr. Alderete)